# Theotônio dos Santos

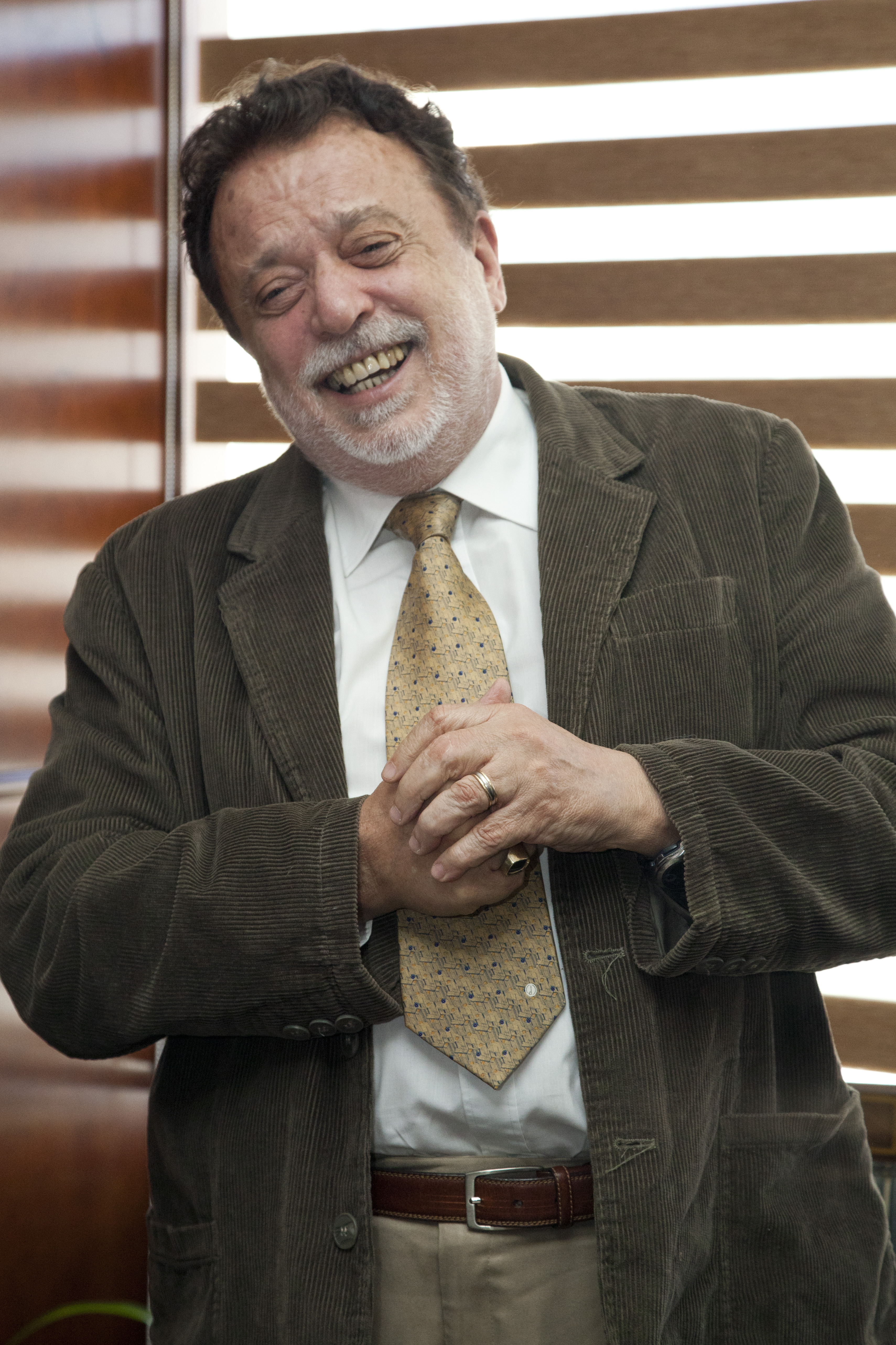
Theotônio dos Santos (2012)

Theotônio dos Santos (* 11. November 1936 in Carangola, Minas Gerais; † 27. Februar 2018 in Rio de Janeiro) war ein brasilianischer Soziologe und Wirtschaftswissenschaftler und Mitbegründer der Dependenztheorie.

## Leben
Dos Santos hat in Minas Gerais und Brasília Soziologie und Politikwissenschaften studiert, bevor er 1966 aus Opposition zur damaligen Diktatur ins Exil nach Chile gehen musste. Dort arbeitete er am Centro de Estudios Socio-Económicos (CESO) der Universidad de Chile, das er 1972 und 1973 auch leitete. Der Staatsstreich Pinochets zwang ihn, erneut ins Exil zu gehen, diesmal nach Mexiko, wo er an der Universidad Nacional Autónoma de México eine Stelle fand, bis er 1979 nach Brasilien zurückkehren konnte. In dieser Zeit arbeitete er mit bedeutenden lateinamerikanischen Wissenschaftlern und Vertretern der Dependenztheorie wie André Gunder Frank, Pablo González Casanova und Ruy Mauro Marini zusammen. Dos Santos selbst zählt zu den wichtigsten Vertretern der marxistischen Variante der Dependenztheorie.
Nach seiner Rückkehr nach Brasilien war dos Santos Mitbegründer des Partido Democrático Trabalhista (PDT) und Berater der UNESCO. 1985–1988 war er Vorsitzender der Asociación Latinoamericana de Sociología. 1985 wurde ihm der Doktortitel in Volkswirtschaftslehre verliehen. Wegen Gesetzen aus der Zeit der Diktatur konnte er erst 1986 Professor an der Universidade de Brasília werden.

## Schriften
- (1968) Socialismo o Fascismo: el Dilema Latinoamericano, Santiago de Chile: Prensa Latinoamericana.
- (1972) Dependencia y Cambio Social, Santiago de Chile: CESO.
- (1977) La Revolución Científico-Técnica. Tendencias y Perspectivas, Mexiko D.F.: UNAM.
- (1991) Democracia e Socialismo no Capitalismo Dependente, Petrópolis: Vozes.